# Janez Puhar
Janez Avguštin Puhar né le 26 août 1814 à Kranj et mort le 7 août 1864 dans la même ville est un prêtre, photographe, poète et peintre autrichien.
Il mit au point un procédé de photographies sur verre.

## Source
- (en) Cet article est partiellement ou en totalité issu de l’article de Wikipédia en anglais intitulé « Janez Puhar » (voir la liste des auteurs).